# Hessischer Leichtathletik-Verband
Der Hessische Leichtathletik-Verband (kurz: HLV, vollständig: Hessischer Leichtathletik-Verband e. V.) ist die Organisation der Leichtathletik treibenden Vereine im Bundesland Hessen und wurde am 2. Februar 1947 in Frankfurt am Main gegründet. Der HLV ist einer von 20 Landesverbänden im Deutschen Leichtathletik-Verband (DLV) und ist in 26 Kreise unterteilt. Insgesamt gehören ihm (Stand 2025) nahezu 100.000 Mitglieder in über 880 Vereinen an.

## Organisation und Struktur

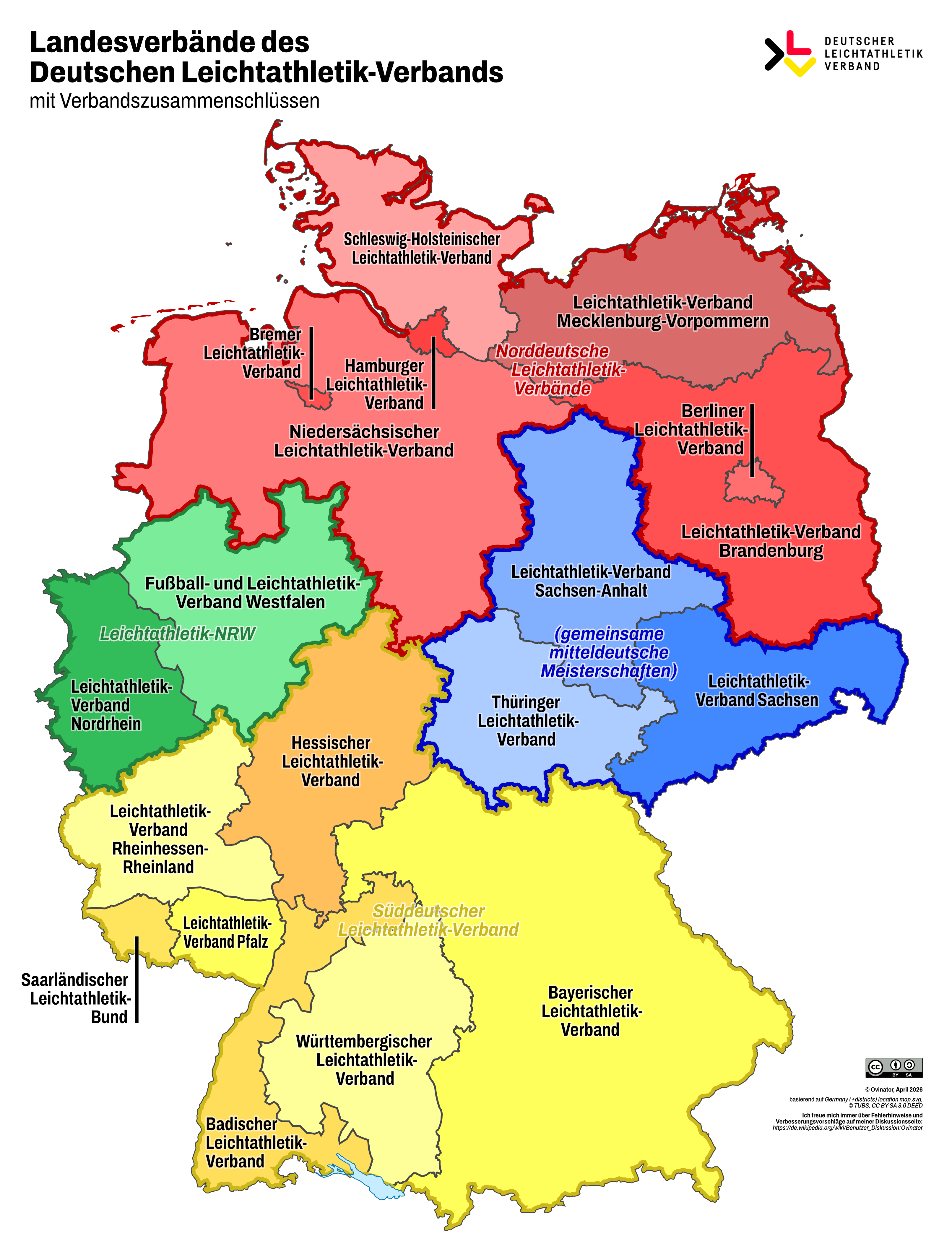
HLV in Deutschland (Orange)

Die  Aufgaben werden von 16 Präsidiumsmitgliedern, 36 Verbandsratsmitgliedern und ungezählten Mitarbeitern in den 26 Kreisen ehrenamtlich wahrgenommen. Zu den Gremien gehören neben dem HLV-Präsidium der Verbandsrat sowie die Verbandsausschüsse Wettkampfsport, Jugend und Recht.
Die einst ehrenamtlich von Paul Ceynowa in seiner Frankfurter Privatwohnung geführte Geschäftsstelle ist heute mit sieben hauptamtlichen Mitarbeitern im Haus des Sports des Landessportbundes Hessen in Frankfurt am Main angesiedelt. Darüber hinaus sind der Leistungssportreferent sowie drei weitere Landestrainer für den Leistungssport hauptamtlich tätig.

## Verbandsarbeit
Zu den Schwerpunkten der Verbandsarbeit zählen:
- Wettkampf- und Leistungssport
- Breiten-, Freizeit- und Gesundheitssport
- Lehre, Aus- und Fortbildung
- Ausrichtung von Meisterschaften, Aktionen und Projekten
- Jugend-Leichtathletik
- Schulsport
- Senioren-Leichtathletik

## Historie
Der Hessische Leichtathletik-Verband wurde am 2. Februar 1947 gegründet. 69 Teilnehmer aus 65 Vereinen wählten stellvertretend für 30.000 gemeldete Mitglieder Max Danz zu ihrem ersten Vorsitzenden.
In Hessen wurden nach dem Krieg die ersten Deutschen Meisterschaften der Männer und Frauen (1946) ausgerichtet. Es folgten die Premieren im Waldlauf und DMM-Endkampf (1947), in der Halle (1954), der Senioren (1972) sowie zuletzt im Werferfünfkampf (2003). Der erste Leichtathletik-Europacup fand 1965 in Kassel statt. Insgesamt führte der Hessische Leichtathletik-Verband in den zurückliegenden mehr als 60 Jahren über 100 Deutsche Meisterschaften, 30 Länderkämpfe und fünf Veranstaltungen von World Athletics sowie EAA durch.

## Prominente Sportler
Mit Armin Hary (FSV Frankfurt) und Christiane Krause (ASC Darmstadt) stellten hessische Vereine zwei Olympiasieger. Erste Leichtathletik-Weltmeisterin aus dem HLV wurde Birgit Friedmann (Eintracht Frankfurt). Den gleichen Erfolg feierte 2007 Hammerwerferin Betty Heidler (LG Eintracht Frankfurt). Deutschlands über Jahre prominentester Leichtathlet, Harald Schmid (TV Gelnhausen), gewann fünf Europameisterschaften. Mehr als 60 deutsche Rekorde wurden von hessischen Athleten aufgestellt. Sie errangen über 1200 nationale Titel in unterschiedlichen Altersklassen (ohne Senioren).

## Präsidium
- Präsident: Klaus Schuder
- Vizepräsidenten: Martin Rumpf, Lutz Ernst, Stefan Wellenhöfer
- Geschäftsführer: Thorsten Kertz, Carsten Ebert[1]

## Verbandsrekorde
Die Daten sind der Rekordliste des HLV entnommen.
| = Weltrekord                   | = Europarekord            | = Deutscher Rekord | = U20-Weltrekord |
| * = Ausstehende Ratifizierung; | i = In der Halle erzielt; | (h) = Handgestoppt |                  |

### Freiluft

#### Männer
| Disziplin              | Leistung       | Name | Verein                  | Datum          | Ort               |
| ---------------------- | -------------- | --- | ----------------------- | -------------- | ----------------- |
| 100 m                  | 10,22 s        | Michael Pohl | Sprintteam Wetzlar      | 03.06.2018     | Regensburg        |
| 200 m                  | 20,37 s        | Till Helmke | TSV Friedberg-Fauerbach | 28.07.2007     | Wetzlar           |
| 400 m                  | 44,50 s        | Harald Schmid | TV Gelnhausen           | 04.08.1979     | Turin             |
| 800 m                  | 1:44,83 min    | Marc Reuther | Eintracht Frankfurt     | 22.08.2021     | Schifflingen      |
| 1000 m                 | 2:17,56 min    | Homiyu Tesfaye | LG Eintracht Frankfurt  | 18.05.2014     | Pliezhausen       |
| 1500 m                 | 3:31,98 min    | Homiyu Tesfaye | LG Eintracht Frankfurt  | 05.05.2014     | Rom               |
| 3000 m                 | 7:44,43 min    | Sam Parsons | LG Eintracht Frankfurt  | 09.07.2019     | Luzern            |
| 5000 m                 | 13:13,69 min   | Klaus-Peter Hildenbrand | ASC Darmstadt           | 05.07.1976     | Stockholm         |
| 10.000 m               | 28:02,37 min   | Ralf Salzmann | PSV Grün-Weiß Kassel    | 27.06.1988     | Villeneuve-d’Ascq |
| 10 km                  | 27:51 min      | Homiyu Tesfaye | LG Eintracht Frankfurt  | 04.04.2015     | Paderborn         |
| Halbmarathon           | 1:01:02 h      | Kurt Stenzel | ASC Darmstadt           | 25.09.1988     | Grevenmacher      |
| Marathon               | 2:10:10 h      | Ralf Salzmann | PSV Grün-Weiß Kassel    | 14.02.1988     | Tokio             |
| 100 km                 | 6:44:38 h      | Wolfgang Schwerk | SSC Hanau/Rodenbach     | 31.10.1987     | Rodenbach         |
| 110 m Hürden           | 13,05 s (−0,8) | Florian Schwarthoff | TV Heppenheim           | 02.07.1995     | Bremen            |
| 400 m Hürden           | 47,48 s        | Harald Schmid | TV Gelnhausen           | 08.09.1982     | Athen             |
| 3000 m Hindernis       | 8:21,24 min    | Martin Strege | LG Baunatal/ACT Kassel  | 19.08.1993     | Stuttgart         |
| 4 × 100 m              | 39,17 s        | Sprintteam Wetzlar | Sprintteam Wetzlar      | 04.08.2019     | Berlin            |
| 4 × 100 m              | 39,17 s        | Yanic Berthes – Kevin Kranz – Elias Goer – Michael Pohl |                         | 04.08.2019     | Berlin            |
| 4 × 400 m              | 3:07,15 min    | Eintracht Frankfurt | Eintracht Frankfurt     | 12.08.1990     | Düsseldorf        |
| 4 × 400 m              | 3:07,15 min    | Lars Klingenberg – Uwe Schmitt – Bodo Kuhn – Mark Henrich |                         | 12.08.1990     | Düsseldorf        |
| 3 × 1000 m             | 7:09,0 min     | ASC Darmstadt | ASC Darmstadt           | 17.07.1966     | Hamm              |
| 3 × 1000 m             | 7:09,0 min     | Dirk von Maltitz – Günter Mayer – Helmut Neumann |                         | 17.07.1966     | Hamm              |
| 20-km-Gehen            | 1:25:24 h      | Torsten Zervas | Eintracht Frankfurt     | 20.08.1988     | Yverdon           |
| 50-km-Gehen            | 3:59:34 h      | Bernhard Nermerich | Eintracht Frankfurt     | 27.05.1972     | Bremen            |
| Hochsprung             | 2,35 m         | Gerd Nagel | Eintracht Frankfurt     | 07.08.1988     | Forbach           |
| Stabhochsprung         | 5,90 m         | Tim Lobinger | LG Eintracht Frankfurt  | 10.06.2002     | Athen             |
| Weitsprung             | 8,21 m         | Christian Thomas | TV Heppenheim           | 23.07.1994     | Germering         |
| Weitsprung             | 8,21 m         | Georg Ackermann | TV Heppenheim           | 03.09.1995     | Fukuoka           |
| Dreisprung             | 16,58 m        | Jens Schweitzer | Eintracht Frankfurt     | 24.06.1995     | Wesel             |
| Kugelstoß              | 20,08 m        | Gunnar Pfingsten | LG Eintracht Frankfurt  | 30.04.2000     | Reinheim          |
| Diskuswurf             | 67,44 m        | Michael Möllenbeck | Eintracht Frankfurt     | 25.05.1996     | Jena              |
| Hammerwurf             | 82,22 m        | Holger Klose | Eintracht Frankfurt     | 02.05.1998     | Dortmund          |
| Speerwurf              | 88,70 m        | Peter Blank | LG Eintracht Frankfurt  | 30.06.2001     | Stuttgart         |
| Fünfkampf              | 3889 Punkte    | Martin Otte | TSG Wieseck             | 06.05.1995     | Obertshausen      |
| Zehnkampf              | 8558 Punkte    | Pascal Behrenbruch | LG Eintracht Frankfurt  | 26./27.06.2012 | Helsinki          |
| Zehnkampf              | 8558 Punkte    | 10,93 s (100 m), 7,15 m (Weit), 16,89 m (Kugel), 1,97 m (Hoch), 48,54 s (400 m) / 14,16 s (110 m Hürden), 48,24 m (Diskus), 5,00 m (Stabhoch), 67,45 m (Speer), 4:34,02 min (1500 m) |                         | 26./27.06.2012 | Helsinki          |
| Zehnkampf (Mannschaft) | 21.304 Punkte  | LAV Wiesbaden | LAV Wiesbaden           | 27./28.08.1993 | Wiesbaden         |
| Zehnkampf (Mannschaft) | 21.304 Punkte  | Roland Clauss – Alexander Clauss – Ralph Wilhelm |                         | 27./28.08.1993 | Wiesbaden         |
| Stand: 24. August 2021 |                | |                         |                |                   |

#### Frauen
| Disziplin                | Leistung      | Name | Verein                      | Datum          | Ort            |
| ------------------------ | ------------- | --- | --------------------------- | -------------- | -------------- |
| 100 m                    | 11,11 s       | Rebekka Haase | Sprintteam Wetzlar          | 26.07.2020     | Regensburg     |
| 200 m                    | 22,64 s       | Lisa Mayer | Sprintteam Wetzlar          | 27.05.2017     | Weinheim       |
| 400 m                    | 51,51 s       | Dagmar Fuhrmann | LG Frankfurt                | 20.08.1976     | Berlin         |
| 800 m                    | 1:57,22 min   | Margrit Klinger | TV Obersuhl                 | 08.08.1982     | Athen          |
| 1500 m                   | 4:02,66 min   | Margrit Klinger | TV Obersuhl                 | 28.08.1983     | Köln           |
| 3000 m                   | 8:30,39 min   | Irina Mikitenko | LG Eintracht Frankfurt      | 11.08.2000     | Zürich         |
| 5000 m                   | 14:42,03 min  | Irina Mikitenko | Eintracht Frankfurt         | 07.09.1999     | Berlin         |
| 10.000 m                 | 31:29,55 min  | Irina Mikitenko | LG Eintracht Frankfurt      | 07.04.2001     | Barakaldo      |
| 10 km                    | 30:47 min     | Melat Yisak Kejeta | Laufteam Kassel             | 17.10.2020     | Gdynia         |
| Halbmarathon             | 1:05:18 h     | Melat Yisak Kejeta | Laufteam Kassel             | 17.10.2020     | Gdynia         |
| Marathon                 | 2:22:18 h     | Irina Mikitenko | Sportclub Gelnhausen        | 25.09.2011     | Berlin         |
| 100 km                   | 7:22:41 h     | Nele Alder-Baerens | Ultra Sport Club Marburg    | 08.09.2018     | Sveti Martin   |
| 100 m Hürden             | 13,07 s       | Carolin Schäfer | LG Eintracht Frankfurt      | 24.06.2017     | Ratingen       |
| 400 m Hürden             | 56,02 s       | Christiane Klopsch | LG OVAG Friedberg-Fauerbach | 07.06.2014     | Regensburg     |
| 3000 m Hindernis         | 9:18,41 min   | Gesa Felicitas Krause | LG Eintracht Frankfurt      | 15.08.2016     | Rio de Janeiro |
| 4 × 100 m                | 44,96 s       | Eintracht Frankfurt | Eintracht Frankfurt         | 27.07.1991     | Hannover       |
| 4 × 100 m                | 44,96 s       | Sandra Löffler – Simone Haja – Sabine Richter – Britta Schulmeyer                                                             |                             | 27.07.1991     | Hannover       |
| 4 × 400 m                | 3:41,83 min   | TV Gelnhausen | TV Gelnhausen               | 18.08.1985     | Ingelheim      |
| 4 × 400 m                | 3:41,83 min   | Diana Reichert – Ute Lix – Eva-Maria Fleckenstein – Karin Lix                                                                 |                             | 18.08.1985     | Ingelheim      |
| 3 × 800 m                | 6:18,08 min   | Eintracht Frankfurt | Eintracht Frankfurt         | 23.07.1989     | Dortmund       |
| 3 × 800 m                | 6:18,08 min   | Uta Eckhardt – Anke Lipfert – Gabriele Lesch                                                                                  |                             | 23.07.1989     | Dortmund       |
| 10-km-Gehen              | 46:55 min     | Kada Delic | TV Groß-Gerau               | 26.05.1996     | Gießen         |
| 20-km-Gehen              | 1:37:16 h     | Nicole Best | TV Groß-Gerau               | 05.05.2002     | Naumburg       |
| Hochsprung               | 2,06 m        | Ariane Friedrich | LG Eintracht Frankfurt      | 14.06.2009     | Berlin         |
| Stabhochsprung           | 4,77 m        | Annika Becker | LG Alheimer/Rotenburg       | 07.07.2002     | Wattenscheid   |
| Weitsprung               | 6,86 m        | Claudia Salman-Rath | LG Eintracht Frankfurt      | 28.05.2017     | Götzis         |
| Dreisprung               | 13,22 m       | Nkechi Madubuko | SV Blau-Gelb Marburg        | 24.07.1993     | Moskau         |
| Kugelstoß                | 17,16 m       | Veronika Czorny | LG Frankfurt                | 20.05.1984     | Münster        |
| Diskuswurf               | 62,21 m       | Sabine Rumpf | LSG Goldener Grund          | 17.07.2020     | Braunschweig   |
| Hammerwurf               | 79,42 m       | Betty Heidler | LG Eintracht Frankfurt      | 21.05.2011     | Halle          |
| Speerwurf (alter Speer)  | 60,40 m       | Marion Becker | Eintracht Frankfurt         | 05.07.1974     | Frankfurt      |
| Speerwurf (neuer Speer)  | 56,44 m       | Christine Wiegelmann | TV Gelnhausen               | 12.08.2000     | Arnstadt       |
| Siebenkampf              | 6836 Punkte   | Carolin Schäfer | LG Eintracht Frankfurt      | 27./28.05.2017 | Götzis         |
| Siebenkampf              | 6836 Punkte   | 13,09 s (100 m Hürden), 1,86 m (Hoch), 14,76 m (Kugel), 23,36 s (200 m) / 6,57 m (Weit), 49,80 m (Speer), 2:14,73 min (800 m) |                             | 27./28.05.2017 | Götzis         |
| Siebenkampf (Mannschaft) | 17.115 Punkte | LG Eintracht Frankfurt | LG Eintracht Frankfurt      | 12./13.08.2011 | Chula Vista    |
| Siebenkampf (Mannschaft) | 17.115 Punkte | Claudia Rath – Carolin Schäfer – Sara Gambetta                                                                                |                             | 12./13.08.2011 | Chula Vista    |
| Stand: 17. Mai 2021      |               | |                             |                |                |

### Halle

#### Männer
| Disziplin           | Leistung    | Name | Verein                  | Datum         | Ort           |
| ------------------- | ----------- | --- | ----------------------- | ------------- | ------------- |
| 60 m                | 6,52 s      | Kevin Kranz | Sprintteam Wetzlar      | 20.02.2021    | Dortmund      |
| 200 m               | 20,97 s     | Florian Gamper | Eintracht Frankfurt     | 22.02.1997    | Dortmund      |
| 400 m               | 46,63 s     | Sebastian Gatzka | LG Eintracht Frankfurt  | 29.01.2005    | Karlsruhe     |
| 800 m               | 1:45,39 min | Marc Reuther | LG Eintracht Frankfurt  | 02.02.2020    | Erfurt        |
| 1500 m              | 3:39,80 min | Michael Busch | PSV Grün-Weiß Kassel    | 10.02.1991    | Stuttgart     |
| 3000 m              | 7:49,16     | Sam Parsons | LG Eintracht Frankfurt  | 26.01.2019    | New York City |
| 60 m Hürden         | 7,52 s      | Florian Schwarthoff | TV Heppenheim           | 18.02.1990    | Sindelfingen  |
| 4 × 200 m           | 1:25,37 min | TSV Friedberg-Fauerbach | TSV Friedberg-Fauerbach | 26.02.2006    | Karlsruhe     |
| 4 × 200 m           | 1:25,37 min | Till Helmke – Florian Schwalm – Nils Müller – Michael Weber                                                                  |                         | 26.02.2006    | Karlsruhe     |
| 4 × 400 m           | 3:10,20 min | LG Eintracht Frankfurt | LG Eintracht Frankfurt  | 22.02.2004    | Dortmund      |
| 4 × 400 m           | 3:10,20 min | Henning Kuschewitz – Kamghe Gaba – Tilo Ruch – Sebastian Gatzka                                                              |                         | 22.02.2004    | Dortmund      |
| 3 × 1000 m          | 7:12,33 min | ASC Darmstadt | ASC Darmstadt           | 07.02.1987    | Karlsruhe     |
| 3 × 1000 m          | 7:12,33 min | Michael Heist – Daniel Gottschall – Ralf Eckert                                                                              |                         | 07.02.1987    | Karlsruhe     |
| Hochsprung          | 2,36 m      | Gerd Nagel | LG Frankfurt            | 17.03.1989    | Sulingen      |
| Stabhochsprung      | 5,80 m      | Tim Lobinger | LG Eintracht Frankfurt  | 01.02.2002    | Erfurt        |
| Weitsprung          | 8,12 m      | Hans Baumgartner | TV Heppenheim           | 14.03.1971    | Sofia         |
| Weitsprung          | 8,12 m      | Christian Thomas | TV Heppenheim           | 21.02.1987    | Liévin        |
| Dreisprung          | 16,46 m     | Douglas Henderson | Eintracht Frankfurt     | 06.02.1981    | Sindelfingen  |
| Kugelstoßen         | 19,25 m     | Gunnar Pfingsten | LG Eintracht Frankfurt  | 12.02.2000    | Sindelfingen  |
| Siebenkampf         | 6017 Punkte | Andreas Bechmann | LG Eintracht Frankfurt  | 26/27.01.2019 | Halle         |
| Siebenkampf         | 6017 Punkte | 7,05 s (60 m), 7,29 m (Weit), 14,34 m (Kugel), 2,06 m (Hoch) / 8,43 s (60 m Hürden), 5,20 m (Stabhoch), 2:45,66 min (1000 m) |                         | 26/27.01.2019 | Halle         |
| Stand: 17. Mai 2021 |             | |                         |               |               |

#### Frauen
| Disziplin           | Leistung    | Name                                                                                     | Verein                 | Datum      | Ort          |
| ------------------- | ----------- | ---------------------------------------------------------------------------------------- | ---------------------- | ---------- | ------------ |
| 60 m                | 7,12 s      | Lisa Mayer                                                                               | Sprintteam Wetzlar     | 03.02.2018 | Karlsruhe    |
| 200 m               | 23,04 s     | Rebekka Haase                                                                            | Sprintteam Wetzlar     | 17.02.2019 | Leipzig      |
| 400 m               | 53,39 s     | Gabriela Lesch                                                                           | Eintracht Frankfurt    | 26.02.1989 | Sindelfingen |
| 800 m               | 2:00,95 min | Gabriela Lesch                                                                           | Eintracht Frankfurt    | 16.02.1989 | Stuttgart    |
| 1500 m              | 4:06,61 min | Vera Michallek                                                                           | LG Frankfurt           | 31.01.1988 | Stuttgart    |
| 3000 m              | 8:46,34 min | Irina Mikitenko                                                                          | LG Eintracht Frankfurt | 04.02.2004 | Dortmund     |
| 60 m Hürden         | 8,12 s      | Heike Blaßneck                                                                           | Eintracht Frankfurt    | 20.02.1999 | Karlsruhe    |
| 4 × 200 m           | 1:37,80 min | LG Eintracht Frankfurt                                                                   | LG Eintracht Frankfurt | 11.01.2014 | Hanau        |
| 4 × 200 m           | 1:37,80 min | Gianina Gartmann – Carolin Schäfer – Claudia Rath – Maryse Luzolo                        |                        | 11.01.2014 | Hanau        |
| Hochsprung          | 2,05 m      | Ariane Friedrich                                                                         | LG Eintracht Frankfurt | 06.03.2009 | Turin        |
| Stabhochsprung      | 4,62 m      | Annika Becker                                                                            | LG Alheimer/Rotenburg  | 02.02.2002 | Wuppertal    |
| Weitsprung          | 6,94 m      | Claudia Salman-Rath                                                                      | LG Eintracht Frankfurt | 05.03.2017 | Belgrad      |
| Dreisprung          | 12,97 m     | Dagmar Georgi                                                                            | TV Gelnhausen          | 16.01.2005 | Frankfurt    |
| Kugelstoßen         | 16,43 m     | Veronika Czorny                                                                          | LG Frankfurt           | 28.01.1984 | Karlsruhe    |
| Fünfkampf           | 4688 Punkte | Claudia Rath                                                                             | LG Eintracht Frankfurt | 14.02.2016 | Tallinn      |
| Fünfkampf           | 4688 Punkte | 8,45 s (60 m Hürden), 1,81 m (Hoch), 12,85 m (Kugel), 6,40 m (Weit), 2:09,19 min (800 m) |                        | 14.02.2016 | Tallinn      |
| Stand: 17. Mai 2021 |             |                                                                                          |                        |            |              |